# Figurer i Antboy
Dette er en liste over fremtrædende karakterer i Antboy-universet, der er skabt af Kenneth Bøgh Andersen. De fleste karakterer stammer fra bøgerne af Kenneth Bøgh Andersen, men visse figurer er dog skabt af manuskriptforfatter Anders Ølholm til filmene Antboy, Antboy: Den Røde Furies hævn samt Antboy 3.

## Oversigt
| Karakter              | Film                                               | Film                                               | Film                                               |  |
| Karakter              | Antboy (2013)                                      | Antboy: Den Røde Furies hævn (2014)                | Antboy 3 (2016)                                    |  |
| --------------------- | -------------------------------------------------- | -------------------------------------------------- | -------------------------------------------------- |  |
| Antboy                | Oscar Dietz                                        | Oscar Dietz                                        | Oscar Dietz                                        |  |
| Ida                   | Amalie Kruse Jensen                                | Amalie Kruse Jensen                                | Amalie Kruse Jensen                                |  |
| Wilhelm               | Samuel Ting Graf                                   | Samuel Ting Graf                                   | Samuel Ting Graf                                   |  |
| Loppen                | Nicolas Bro                                        | Nicolas Bro                                        | Nicolas Bro                                        |  |
| Den røde furie        |                                                    | Astrid Juncher-Benzon                              | Astrid Juncher-Benzon                              |  |
| Terror twin           | Johannes Jeffries Sørensen og Marcus Jess Petersen | Johannes Jeffries Sørensen og Marcus Jess Petersen | Johannes Jeffries Sørensen og Marcus Jess Petersen |  |
| Alicia Dufort         |                                                    |                                                    | Paprika Steen                                      |  |
| Amanda                | Cecilie Alstrup Tarp                               | Cecilie Alstrup Tarp                               | Cecilie Alstrup Tarp                               |  |
| Charles Dufort        |                                                    |                                                    | Bent Mejding                                       |  |
| Mor                   | Lærke Winther Andersen                             | Lærke Winther Andersen                             | Lærke Winther Andersen                             |  |
| Far                   | Frank Thiel                                        | Frank Thiel                                        | Frank Thiel                                        |  |
| Peter Sommersted      | Caspar Phillipson                                  | Caspar Phillipson                                  |                                                    |  |
| Charles Dufort        |                                                    |                                                    | Bent Mejding                                       |  |
| Christian             |                                                    | Hector Brøgger Andersen                            |                                                    |  |
| Commander Combat      |                                                    |                                                    | Kim Kold                                           |  |
| Kenneth Bøgh Andersen | Kenneth Bøgh Andersen                              | Kenneth Bøgh Andersen                              | Kenneth Bøgh Andersen                              |  |
| Fru Gæmelkrå          | Elsebeth Steentoft                                 |                                                    |                                                    |  |

## Figurer

### Alicia Dufort
Alicia Dufort er en superskurk skabt af manuskriptforfatter Anders Ølholm.
Karakteren optræder første gang i filmen Antboy 3. Her opkøber den velhavende franske forretningsmand Charles Richard Dufort firmaet ExoFarm og udnævner sin datter Alicia som direktør. Alicia udleder hurtigt, at én af ExoFarms tidligere ansatte, biokemikeren Albert Gæmelkrå, er manden bag Antboys kræfter. Hun lokker videnskabsmanden tilbage til ExoFarm for at genskabe sit Herkulesserum under påskud af, at det skal bruges til at kurere livstruende sygdomme. Men da Albert Gæmelkrå opdager, at rigmandens datter i virkeligheden er en magthungrende megaloman, der vil bruge serummet til at overtage verdensherredømmet, indgår han en alliance med Antboy for at bekæmpe deres fælles fjende.
Hun spilles af Paprika Steen.

### Antboy
Antboy er en fiktiv superhelt og hovedperson i den danske børnebogserie. Han optrådte første gang i bogen Tissemyrens bid fra 2007 og bliver ofte anset for at være den første danske superhelt.
Antboy er den tykke og bebrillede tolvårige folkeskoleelev Pelle Nørhmanns alter ego. Hans superheltedragt er stykket sammen af forskellige gamle fastelavnskostumer. Pelle får sine superkræfter, da han bliver bidt af en genmanipuleret myre, hvilket skænker ham myrens styrker og egenskaber. Pelle er pludseligt i stand til at bære fyrre gange sin egen kropsvægt, klatre på vægge og tisse syre. Han har dog også arvet én af myrens svagheder og er afhængig af sukker, hvis han skal bevare sine superkræfter.
I filmatiseringen fra 2013 blev rollen spillet af Oscar Dietz.

### Den Røde Furie
Maria Musajev / Den Røde Furie er en superskurk, og senere forbryderbekæmper, der er skabt af manuskriptforfatter Anders Ølholm.
Karakteren optræder første gang i filmen Antboy: Den Røde Furies hævn, hvor hun bliver spillet af Astrid Juncher-Benzon.
Maria Musajev bor i et socialt boligbyggeri i udkanten af Middellund med sin far, der flygtede fra sit krigshærgede hjemland, da Maria var spæd. Maria var en nørdet pige, der elsker at læse og at lave sit eget tøj, og som har en helt særlig forkærlighed til farven rød. Maria er ensom. I skolen føler hun sig usynlig og bliver mobbet af de andre børn på grund af hendes påklædning.
Maria er stor fan af Antboy, men da den fortravlede superhelt ved en fejl brænder hende af til den store skolefest og ydmyger hende foran klassekammeraterne, bruger hun sin fars usynlighedsopfindelse, lux-reflektoren og bliver til Den Røde Furie. Som superskurk er hendes mål at gøre livet surt for sit tidligere idol, men Antboy formår dog til sidst at sætte en stopper for sin usynlige plageånd. Furien indser sine fejl og slutter sig til Antboy i kampen mod ondskab.

### Ida Sommersted
Ida Sommersted var en fiktiv hovedperson i Antboy. Hun var en meget smuk pige i mellemskolen og har været ven og kærliginteresse til Antboy. Ida var en høj lyshåret pige. Hun er inspireret på Gwen Stacy. Blandt hendes venner er foruden Antboy også Wilhelm.
Hun spilles i filmen af Amalie Kruse Jensen.

### Loppen
Loppen er en superskurk og Antboys ærkefjende. Han optræder første gang i bogen Antboy - Maskefald af Kenneth Bøgh Andersen. Her er Loppen i virkeligheden en aldrende, gal videnskabsmand ved navn Magnus, der bortfører borgmesterens datter Anne-Lise for at forhindre nedrivningen af sit hus og byggeriet af et storcenter.
Loppen tager sit navn efter insektet, hvis kræfter han besidder. Han er i stand til at hoppe utroligt højt, men skal også drikke blod for at kunne beholde sine kræfter.
I filmen blev han spillet af Nicolas Bro.

### Doktor Albert Gæmelkrå
Albert Gæmelkrå er en karakter skabt af manuskriptforfatter Anders Ølholm. I filmatiseringen af Antboy er Loppen en respekteret biokemiker ved navn Albert Gæmelkrå, der arbejdede for medicinalfirmaet ExoFarm Industries. Gæmelkrå lider af gigt og bruge en stor metalspænde for at gå. Han er menneskesky og en enspænder, der bor i sin mors kælder.
Da hans højtelskede mor bliver ramt af en sjælden, dødeligt syg, forsøger Gæmelkrå at udvikle en kur. Han har en teori om, at en ekstremt sjælden myreart, der kun findes i en fjerntliggende del af Kina, har et unikt antistof, der er i stand til at helbrede livstruende sygdomme. Han skaber derfor Herkulesserummet, der kan overføre de samme helbredende egenskaber fra insektet til sin mor.
Da ExoFarms direktør finder ud af, at Gæmelkrå har udført hemmelige eksperimenter på sin egen mor, afbryder han straks projektet. Den geniale videnskabsmand er ude af stand til at redde sin mor, og da hun dør, sværger han at hævne sig på ExoFarm.
Da han opdager, at Herkulesserummet har Pelle Nøhrmann kræfterne fra en myre, bruger han selv serumet til at besidde egenskaberne fra et andet insekt. Loppen. Serumet fjerner gigten fra hans ben og gør dem mange hundrede gange stærkere. Gæmelkrå har dog også arvet loppens umættelige tørst efter blod, hvilket er det eneste, der kunne opretholde hans kræfter.
I filmene optræder han først som en superskurk i Antboy, men bliver senere én af myredrengens allierede i Antboy 3.

### Terror Tvillingerne
Mark og Allan udgør tilsammen Antboys modstandere Terror Tvillingerne . I den første film optrådte de først som bøller, senere i Antboy 2 blev de til superskurke. I Antboy 3 har de blot en gæsteoptræden.
Figurerne er oprindeligt skabt af bogforfatter Kenneth Bøgh Andersen. De spilles af Johannes Jeffries Sørensen og Marcus Jess Petersen.

### Wilhelm
Wilhelm er Antboys trofaste ven og medhjælper og den eneste, der kender hans sande identitet. Wilhelm er en enspænder, ligesom Pelle, og inkarneret tegneserienørd. Det er derfor ham, der først opdager Pelles nyvundne kræfter og overtaler ham til at bruge dem til at bekæmpe kriminalitet. I filmen spilles han af Samuel Ting Graf.

### Sidekick
I Antboy 3 tager Wilhelm selv kampen op mod forbryderne i Middellund som forbryderbekæmperen "Sidekick" (også kaldet Helten Uden Navn). I første omgang anses han som Antboys rival, men senere forener de deres kræfter for at nedkæmpe Alicia Dufort. I modsætning til Antboy besidder Sidekick ingen superkræfter, men gør i stedet brug af sin kløgt, kamptræning, tekniske færdigheder og forskelligt gadgets - heriblandt et specielt modificeret skateboard.
Sidekick er skabt af manuskriptforfatter Anders Ølholm.

## Andre figurer
- Amanda spilles af Cecilie Alstrup Tarp
- Mor spilles af Lærke Winther Andersen
- Far spilles af Frank Thiel
- Peter Sommersted spilles af Caspar Phillipson
- Christian spilles af Hector Brøgger Andersen
- Charles Dufort spilles af Bent Mejding
- Commander Combat spilles af Kim Kold
- Fru Gæmelkrå spilles af Elsebeth Steentoft
- John Tøbbesen spilles af Morten Rose
- Niller spilles af Adam Ild Rohweder
- Dr. Musajev spilles af Boris Aljinovic
- Pelles lærer spilles af Nanna Schaumburg-Müller